# Lionginas Virbalas

Bischofswappen von Lionginas Virbalas

Lionginas Virbalas SJ (* 6. Juli 1961 in Biržai, Litauen) ist ein römisch-katholischer Ordensgeistlicher und emeritierter Erzbischof von Kaunas.

## Leben
Nach dem Abitur an der 2. Mittelschule Biržai studierte Virbalas zunächst am Institut für Bauingenieurwesen in Vilnius und leistete von 1981 bis 1983 seinen Militärdienst in der Armee der Sowjetunion. 1989 trat er dem Jesuitenorden bei und empfing am 30. Mai 1991 das Sakrament der Priesterweihe. 1994 erwarb er an der Päpstlichen Universität Gregoriana ein theologisches Lizenziat. Weitere Ausbildungsstationen waren die Universität Innsbruck und Salamanca.
Danach wurde er in Vilnius Kirchenrektor von Sankt Kasimir (1997–2005) und Professor für Spirituelle Theologie am Josephs-Seminar Vilnius (1999–2004). Von 2005 bis 2009 war er Generalsekretär der litauischen Bischofskonferenz. 2010 wurde er zum Rektor des Päpstlichen Collegium Russicum ernannt.
Papst Franziskus ernannte ihn am 6. Juni 2013 als Nachfolger Jonas Kauneckas’ zum Bischof von Panevėžys. Die Bischofsweihe spendete ihm der Erzbischof von Vilnius, Audrys Juozas Kardinal Bačkis, am 10. August desselben Jahres. Mitkonsekratoren waren Altbischof Jonas Kauneckas und der Erzbischof von Kaunas, Sigitas Tamkevičius SJ.
Am 28. Oktober 2014 wurde er zum stellvertretenden Vorsitzenden der Litauischen Bischofskonferenz gewählt.
Am 11. Juni 2015 ernannte ihn Papst Franziskus zum Erzbischof von Kaunas. Die Amtseinführung fand am 11. Juli desselben Jahres statt.
Am 1. März 2019 nahm Papst Franziskus seinen aus gesundheitlichen Gründen eingereichten Rücktritt vom Amt des Erzbischofs von Kaunas an.